# Kamoke
Kamoke é uma cidade do Paquistão localizada na província de Punjab.